# Ливчицы (Стрыйский район)
Ливчицы (укр. Лівчиці) — село в Гнездычевской поселковой общине Стрыйского района Львовской области Украины.
Население составляет 871 человек. Население по переписи 2001 года составляло 1199 человек. Занимает площадь 1,707 км². Почтовый индекс — 81770. Телефонный код — 3239.